# A hős 2. (Sanctuary – Génrejtek)
A hős 2. - Törött nyíl (Hero II. - Broken Arrow) a Sanctuary – Génrejtek című kanadai sci-fi-fantasy televíziós sorozat harmadik évadjának ötödik epizódja.

## Ismertető
A Menedékben riasztás történik ismeretlen kémiai anyag levegőbe kerülése miatt. A biztonság kedvéért az épület egyes lakóit biztonságosabb helyre szállítják. Az út során Will és Kate teherautóját megtámadják, és a küzdelem során egy korábbi eset kapcsán megszerzett abnormális lény kiszabadul. A zselészerű anyag Kate testére folyik, így a támadók őt viszik magukkal. Dr. Magnus és Will a ruha egykori áldozatához, Walterhez (Christopher Gauthier) megy információért, szerintük ő beszélhetett valakinek az abnormális lény létezéséről és a Menedékről.
Egy cég - mellyel korábban kapcsolatban állt a Menedék - vezetője, Virgil St. Piere (Matty Finochio) az, aki meg akarja szerezni az abnormálist. Miközben St. Piere tudósa megpróbálja eltávolítani a lényt Kate testéről, sikerül Kate-nek kiszabadulnia, és a helyszínre érkező Magnus kérésének ellenállva elszökik. St. Piere elárulja, hogy a ruhát ő maga készíttette tudósaival, mely egy baleset következtében kijutott a laboratóriumból, és akkor talált rá Walter. Walterrel ellentétben azonban Kate nem uralja a ruhát, nem kommunikál vele, így nem is tud megszabadulni tőle. Magnus terve az, hogy egy elektromágneses hullámokat kibocsátó eszközzel magukhoz vonzzák Kate-et, és a lény Walterrel találkozva elhagyja a lányt, hogy korábbi gazdatestét válassza. A terv nem válik be, Kate ismét megszökik. Dr. Magnus embereivel a nyomában van, azonban Henry-t, Nagyfiút és Willt is kiüti. Miközben Magnus igyekszik meggyőzni őt, hogy az élete veszélyben van, St. Piere embere energiafegyverével Kate-re lő, és a helyszínre érkező Walter a lövés elé ugrik. A halálán lévő Walteren csak a ruha regeneráló ereje segíthet, és a lény ezúttal engedelmeskedik a kérésnek. Elhagyja Kate-et át Walter testét veszi birtokba. St. Piere rájuk támad embereivel, de Walter szupererejének segítségével végül elintézi őket.

## Fogadtatás
A nézettség alapján az előző heti adatok szerint a negyedik részhez képest 300 000-rel több, majdnem 1,6 millió néző volt kíváncsi az ötödik epizódra.